# Pathelus alluaudi
Pathelus alluaudi is een keversoort uit de familie dwerghoutkevers (Cerylonidae). De wetenschappelijke naam van de soort werd in 1980 gepubliceerd door Roger Dajoz.